# 山口和雄 (経済学者)
山口 和雄（やまぐち かずお、1907年1月20日 - 2000年5月1日）は、日本の経済史学者。東京大学名誉教授。日本経済史・経営史を専門とし、幕末・明治の経済史を研究した。

## 経歴
栃木県生まれ、千葉県出身。1932年（昭和7年）東京帝国大学経済学部卒。
1934年（昭和9年）日本共産党に資金提供していたとして治安維持法違反の疑いで逮捕。1935年（昭和10年）-1945年（昭和20年）、アチック・ミューゼアムの研究員を務める。
第二次世界大戦後、北海道大学法文学部助教授、同経済学部教授を経て、1957年（昭和32年）東京大学経済学部教授。1959年（昭和34年）「日本漁業史研究」で東大経済学博士。1967年（昭和42年）定年退官、名誉教授、明治大学教授となり、1977年（昭和52年）創価大学教授。三井文庫館長も務めた。日本学士院会員。1967年（昭和42年）『日本産業金融史研究　製糸金融篇』で日経・経済図書文化賞受賞。1979年（昭和54年）勲三等旭日中綬章受勲。

## 著書
- 『幕末貿易史』中央公論社 1943
- 『日本漁業史』生活社 1947　東京大学出版会 1957
- 『日本漁業経済史研究』北隆館 1948
- 『明治前期経済の分析』東京大学出版会 1956
- 『日本の漁業』弘文堂 アテネ新書　1959
- 『日本経済史講義』東京大学出版会 1960
- 『日本産業金融史研究 製糸金融篇』東京大学出版会 日本産業経済研究叢書 1966
- 『経済学全集 第12 日本経済史』筑摩書房 1968
- 『貨幣の語る日本の歴史』そしえて文庫 1979
- 『日本の紙幣』保育社 カラーブックス 1984
- 『近代日本の商品取引 三井物産を中心に』東洋書林 1998

### 共編著
- 『現代日本産業発達史 第19 水産』編 現代日本産業発達史研究会 1965
- 『商工政策史 第5・6巻　貿易』編　商工政策史刊行会 1965-71
- 農商務省農務局原編『製糸諮詢会紀事』編 東京大学経済学会 東京大学経済学部日本産業経済研究資料 1965
- 『日本産業百年史』服部一馬、宮下武平、中村隆英、向坂正男共編 日本経済新聞社 1966。『日本産業史 2巻』日経文庫 1994
- 『日本経済経営史年表』土屋喬雄共編 日本経済新聞社 1968
- 『明治初年の貿易統計』大内力共編 東京大学経済学会 日本産業経済研究資料 1968
- 『日本産業金融史研究 紡績金融篇』編著 東京大学出版会 東京大学産業経済研究叢書 1970
- 『日本産業金融史研究 織物金融篇』編著 東京大学出版会 東京大学産業経済研究叢書 1974
- 『三井銀行史料』共編 日本経営史研究所 1977-1978
- 『本邦商業会議所資料』編集 雄松堂フィルム出版 1979
- 『近代日本の商品流通』石井寛治共編 東京大学出版会 東京大学産業経済研究叢書 1986
- 『両大戦間の横浜正金銀行』加藤俊彦共編 日本経営史研究所、1988年

### 記念論文集
- 『資本主義の形成と発展 山口和雄博士還暦記念論文集』大塚久雄等編 東京大学出版会 1968